# Palau-solità i Plegamans
Palau-solità i Plegamans är en kommun i Spanien.   Den ligger i provinsen Província de Barcelona och regionen Katalonien, i den östra delen av landet, 500 km öster om huvudstaden Madrid. Antalet invånare är 14 484. Arean är 15,1 kvadratkilometer. Palau-solità i Plegamans gränsar till Caldes de Montbui, Lliçà d'Amunt, Parets del Vallès, Lliçà de Vall, Mollet del Vallès, Montcada i Reixac, Santa Perpètua de Mogoda, Polinyà och Sentmenat. 
Terrängen i Palau-solità i Plegamans är platt.